# 행위별수가제
행위별 수가제(fee-for-service, FFS)는 의료기관에서 의료인이 제공한 의료서비스 (행위, 약제, 치료재료 등)에 대해 서비스 별로 가격(수가)을 정하여 사용량과 가격에 의해 진료비를 지불하는 제도로 우리나라는 의료보험 도입 당시부터 채택하고 있다. 또한, 행위별수가제의 보완 및 의료자원의 효율적 활용을 위하여 「질병군별 포괄수가제(DRG)」와 「정액수가제(요양병원, 보건기관 등)」도 병행하여 실시하고 있다.
미국특허청은 FFS 모델을 운용하고 있다.

## 같이 보기
- 포괄수가제
- 건강유지조직